# Lu Shaye
Pour les articles homonymes, voir Shaye.
Lu Shaye (chinois : 卢沙野 ; pinyin : Lú Shāyě), né en octobre 1964 à Nankin (Jiangsu), est un diplomate chinois, ancien ambassadeur de Chine en France et à Monaco de juillet 2019 à janvier 2025 puis représentant spécial de Pékin pour les Affaires européennes depuis le 6 février 2025.

## Carrière
Il nait en 1964 à Nankin, dans la province du Jiangsu. Issu de la classe instruite, ses parents étaient médecins spécialisés dans la santé publique au sein de la compagnie du chemin de fer de Nankin. Son père fait un séjour en prison pendant la révolution culturelle. Lorsqu'il entre au collège, la révolution culturelle est terminée. Francophile, il étudie le français au collège des langues étrangères de Nankin. Il a 15 ans en 1979, lorsque Deng Xiaoping lance les réformes d’ouverture. Il passe le Gaokao puis échoue à intégrer le département de littérature européenne de l'université de Pékin, mais est admis à l'université des Affaires étrangères de Chine.
Entre 1988 et 1991, il est attaché à l'ambassade de Chine en république de Guinée.
De 2005 à 2009, il est ambassadeur extraordinaire et plénipotentiaire de la république populaire de Chine en république du Sénégal. De 2009 à 2014, il est directeur général d'Afrique du ministère des Affaires étrangères. Il est maire adjoint de Wuhan, capitale de la province du Hubei, de 2014 à 2015. De 2016 à 2019, il est ambassadeur extraordinaire et plénipotentiaire de la république populaire de Chine au Canada, puis ambassadeur en France et à Monaco de juillet 2019 à début janvier 2025.
Depuis le 6 février 2025 il est représentant spécial de Pékin pour les Affaires européennes.

### Ambassadeur au Canada
Lu Shaye dénonce « l'égoïsme occidental » et le « suprémacisme blanc » reprochant au gouvernement canadien et à ses alliés de s'intéresser au devenir de deux Canadiens arrêtés en Chine, mais pas à celui de Meng Wanzhou, directrice financière et fille du fondateur du groupe chinois Huawei, arrêtée au Canada. Lu Shaye critique par ailleurs les journalistes canadiens « une profession pour laquelle les dirigeants communistes chinois ont très peu de considération » et conseille aux autorités canadiennes de négocier un accord de libre-échange avec la Chine plutôt que de « se prosterner devant les journalistes canadiens préoccupés par les droits de l'homme ». Lu Shaye préconise de dissocier les problèmes économiques et commerciaux de la défense des droits de l'Homme,.

### Ambassadeur en France
En tant qu'ambassadeur de Chine en France, il se distingue par son discours offensif et ses déclarations polémiques, contrastant avec les usages diplomatiques. Lu Shaye accuse le personnel soignant des Ehpad d'avoir au début de la pandémie de Covid-19 en France « abandonné leurs postes du jour au lendemain (...) laissant mourir leurs pensionnaires de faim et de maladie ». Ceci lui vaut une convocation par le ministre français des affaires étrangères ; c'est alors la première fois depuis les manifestations de la place Tian'anmen en 1989 qu'un ambassadeur chinois est convoqué par le Quai d'Orsay,. L'ambassadeur explique ultérieurement que son intervention ne concerne pas la France mais l’Espagne, où des personnes décédées dans des établissements similaires ont été retrouvées par l'armée.
En mars 2021, il prend pour cible le chercheur français Antoine Bondaz, chargé de recherche à la Fondation pour la recherche stratégique (en). Antoine Bondaz envoie au compte diplomatique Twitter de Lu Shaye le message « un gros, gros bisous à vous qu’ainsi qu’à vos trolls » en référence aux comptes Twitter pro-Pékin qui relaient le message des autorités chinoises. Lu Shaye lui répond en le qualifiant de « petite frappe » et de « hyène folle ». La réponse de l’ambassadeur entraîne une protestation et désapprobation du ministère des affaires étrangères français, ainsi que (selon Le Monde) le « soutien [à Antoine Bondaz] de députés français de tous bords au Parlement européen »,,,,. Dans un entretien donné simultanément au magazine chinois Guancha et au quotidien français L’Opinion, il assume son étiquette de « loup combattant » face aux « hyènes folles », en soulignant que l'important est de plaire à ses compatriotes chinois, quitte à mener une véritable guerre de l'opinion au niveau international.
Pendant sa mission, des tentatives d'intimidation physique ou de rapatriement forcé de dissidents du régime chinois sont constatées en France. La presse a mis en évidence qu'un des hommes s'étant présentés au domicile d'une réfugiée ouïgoure était détenteur d'un « passeport de service » de l'ambassade.
Il est finalement rappelé par son gouvernement à l'été 2023 après ses déclarations sur les pays issus de l'Union soviétique (voir ci-dessous), qui allaient à l'encontre de la position chinoise.

#### Déni de souveraineté aux États de l'ex-URSS
En avril 2023, Lu Shaye déclare dans une interview à la chaîne française LCI que les pays de l'ex-URSS n'ont pas de statut effectif en droit international car il n'y a pas d'accord international pour concrétiser leur statut de pays souverains. Ces propos déclenchent une vive inquiétude dans les pays baltes, anciennes républiques soviétiques. L'Estonie, la Lettonie et la Lituanie convoquent alors les diplomates chinois en poste dans leur pays pour obtenir des explications. Le Quai d'Orsay convoque également Lu Shaye. Le ministère chinois des Affaires étrangères désavoue alors les propos de son ambassadeur, assurant qu'il ne s'agissait que de l'« expression de points de vue personnels » et dit respecter le « statut d'État souverain » des pays de l'ex-URSS.
Le Monde publie le 23 avril 2023 une tribune signée par près de quatre-vingt parlementaires européens réclamant de la ministre des affaires étrangères qu'elle déclare Lu Shaye « persona non grata ».

### Représentant auprès de l'Union européenne
Il est nommé représentant spécial du gouvernement chinois pour les affaires européennes le 6 février 2025. Ce poste, basé en Chine, doit l'amener à se déplacer en Europe. Ces prérogatives ne sont pas claires, mais il constituera un interlocuteur peu commode pour l'Europe.

## Analyses
Il est parfois qualifié de « loup combattant » et incarne « le nouveau visage d’une diplomatie chinoise décomplexée face à l'Occident », fer de lance en Europe d'une « nouvelle génération de diplomates chinois qui mènent une guerre médiatique contre tous ceux qui critiquent la politique de Pékin »,. Pour l'universitaire François Godement, la Chine applique une diplomatie plus agressive, ainsi il existe « une espèce de compétition entre les diplomates chinois pour être celui qui va le plus loin, le plus fort et il n'y a pas de doute sur le fait que Lu Shaye soit en tête ».